# دیوید صمدی
دیوید صمدی (انگلیسی: David B. Samadi) رئیس بخش اورولوژی و رئیس جراحی روباتیک در بیمارستان لناکس هیل است. او عضو بورد پزشکی مجاری ادراری و متخصص در درمان بیماری‌های مجاری ادراری سرطان پروستات، تومور کلیه و سرطان مثانه، است. او در درمان‌های پیشرفته تهاجمی حداقلی سرطان پروستات از جمله پروستاتکتومی رادیکال لاپاروسکوپیکال و پروستاتکتومی رادیکال لاپاروسکوپیکال روباتیک متخصص است
صمدی در یک خانواده یهودی ایرانی زاده و بزرگ شده و در ۱۵ سالگی پس از انقلاب ۱۳۵۷ ایران این کشور را ترک کرده است.